# Cranford, New Jersey
Cranford är en ort i Union County i delstaten New Jersey, USA.